# Andreaea patagonica
Andreaea patagonica är en bladmossart som beskrevs av Per Karl Hjalmar Dusén 1903. Andreaea patagonica ingår i släktet sotmossor, och familjen Andreaeaceae. Inga underarter finns listade i Catalogue of Life.